# Bö, Orusts kommun
Bö är en bebyggelse i Långelanda socken i Orusts kommun i Bohuslän. SCB klassade orten som småort fram till och med år 2005 och åter från 2023. Den samling av hus som SCB kallar Bö ligger kring gården Bergalund.